# ستيف ميلر (صحفي)
ستيف ميلر (بالإنجليزية: Steve Miller) هو صحفي أمريكي، ولد في 24 سبتمبر 1957 في بوفالو في الولايات المتحدة.